# Gruszów (gmina Nowe Brzesko)
Gruszów – wieś w Polsce położona w województwie małopolskim, w powiecie proszowickim, w gminie Nowe Brzesko.
| SIMC    | Nazwa      | Rodzaj    |
| ------- | ---------- | --------- |
| 0329585 | Równie     | część wsi |
| 0329591 | Stara Wieś | część wsi |

Do 1954 roku istniała gmina Gruszów. W latach 1975–1998 miejscowość należała administracyjnie do województwa krakowskiego.
Zobacz też: Gruszów, Gruszów Mały, Gruszów Wielki